# Janikowo (Górowo Iławeckie)
Janikowo (deutsch Hanshagen) ist ein Dorf in der polnischen Woiwodschaft Ermland-Masuren. Es gehört zur Landgemeinde Górowo Iławeckie (Landsberg) im Powiat Bartoszycki (Kreis Bartenstein), bis 1945 zum Kreis Preußisch Eylau in Ostpreußen.

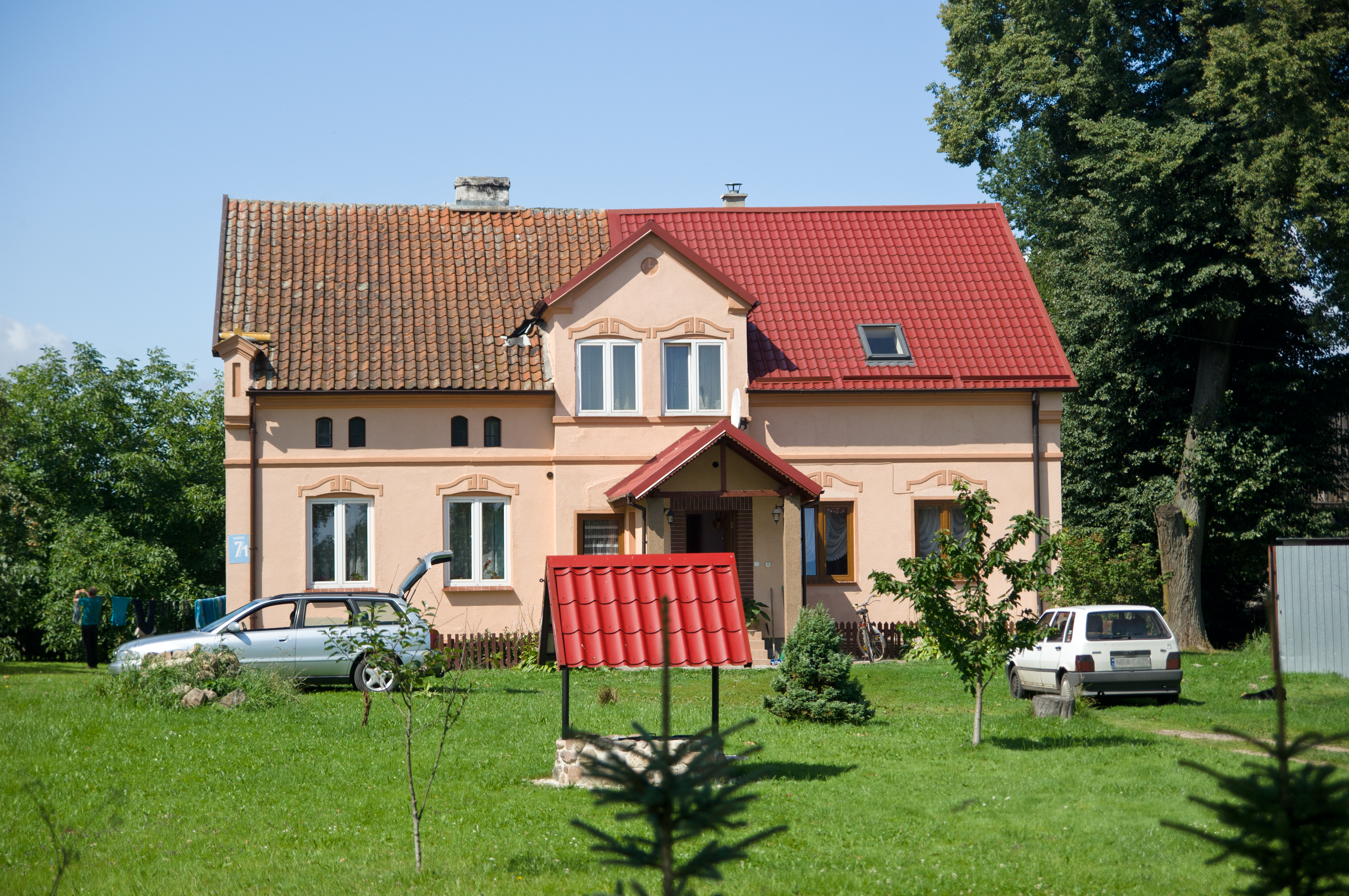
Wohnhaus in Janikowo

## Geographische Lage
Janikowo liegt im Nordwesten der Woiwodschaft Ermland-Masuren, 22 Kilometer südwestlich der heute auf russischem Hoheitsgebiet gelegenen einstigen Kreisstadt Preußisch Eylau (russisch Bagrationowsk) bzw. 24 Kilometer westlich der jetzigen Kreismetropole Bartoszyce (deutsch Bartenstein).

## Geschichte
Im Jahre 1336 gründeten Siedler im Süden des Stablack (polnisch Wzniesienia Górowskie) den Ort Hannushayn, der 1374 als Hanshayn erstmals urkundliche Erwähnung anlässlich der Grenzziehung zwischen Natangen und dem Ermland fand. Wegen eines nicht eingelösten Pfandes kam das Kirchdorf 1491 in die Hände von Paul Pregel, bis es 1535 als Hanßhagen in den Besitz des Landhofmeisters Melchior von Creytzen kam.
Als 1874 der Amtsbezirk Glandau (polnisch Glądy) im ostpreußischen Kreis Preußisch Eylau, Regierungsbezirk Königsberg, errichtet wurde, gehörte die Landgemeinde Hanshagen zu den ersten eingegliederten Orten. Am 24. Januar 1908 sowie am 4. April 1911 vergrößerte sich Hanshagen um Teile aus dem Gutsbezirk Groß Peisten (polnisch Piasty Wielkie), die eingemeindet wurden.
484 Einwohner waren im Jahre 1910 in Hanshagen registriert. Ihre Zahl belief sich im Jahre 1933 auf 462 und im Jahre 1939 auf 457.

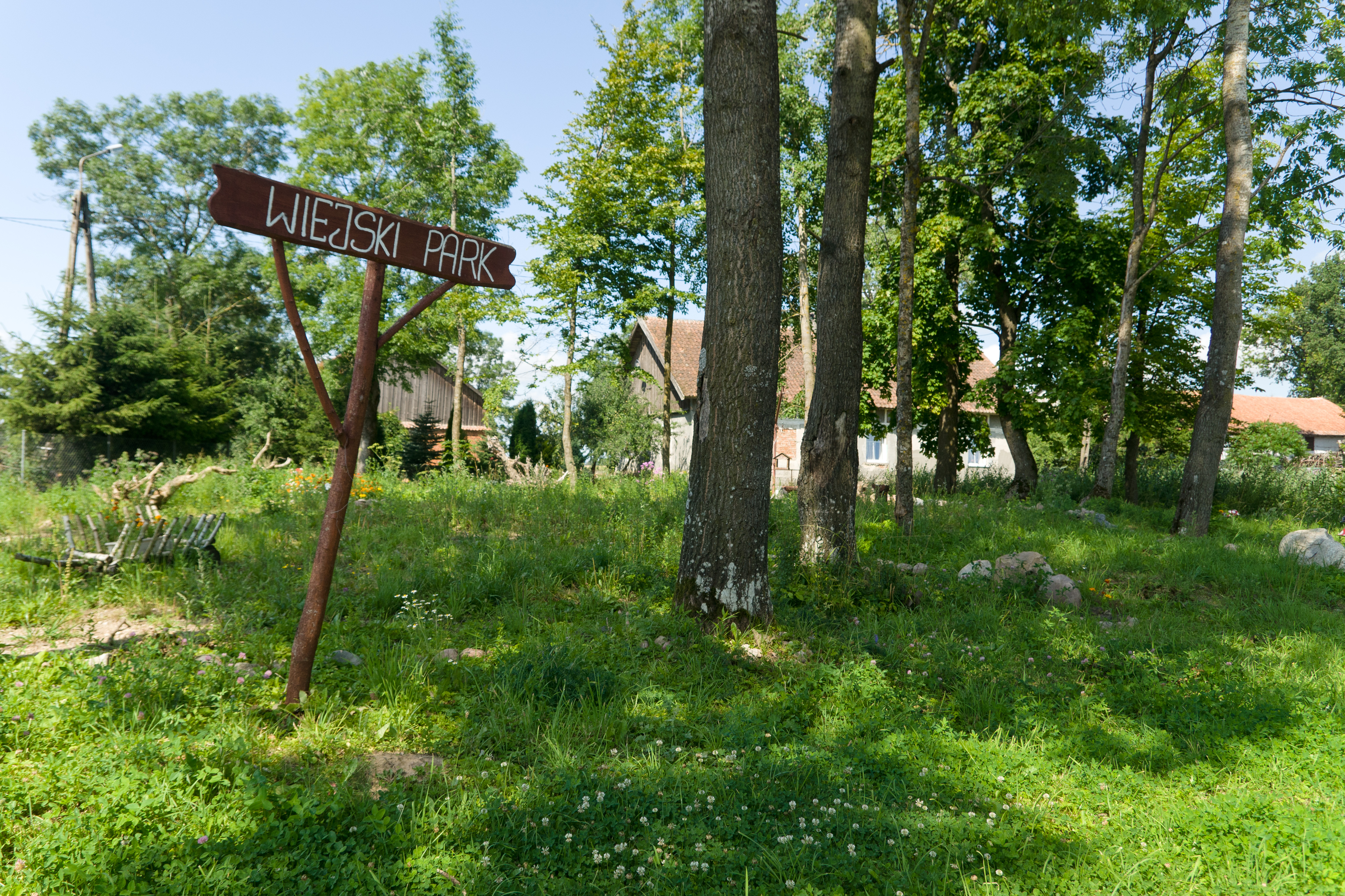
Grünlage in Janikowo

In den Kriegen blieb Hanshagen relativ unbeschädigt. 1945 kam es aufgrund der Abtretung des gesamten südlichen Ostpreußen in Kriegsfolge zu Polen und erhielt die polnische Namensform „Janikowo“. Das Dorf ist heute eine Ortschaft im Verbund der Gmina Górowo Iławeckie (Landgemeinde Landsberg) im Powiat Bartoszycki (Kreis Bartenstein), von 1975 bis 1998 der Woiwodschaft Olsztyn, seither der Woiwodschaft Ermland-Masuren zugeordnet. Im Jahre 2021 zählte Janikowo 135 Einwohner.

## Teufelsstein
Im Wald südlich von Janikowo in Richtung Workiejmy (Workeim) liegt ein großer Findling, der eine sehr deutliche Vertiefung in der Mitte – wie von einer Faust eingeschlagen – aufweist. Um ihn rankt sich eine Sage: Ein Mann aus Hanshagen traf sich an dem Stein mit dem Teufel, um einen Pakt zu schließen. Kurz vor seiner Unterschrift unter das Dokumente läuteten die Kirchenglocken, die ihn bewogen, redlich zu bleiben. Er unterschrieb nicht. Aus voller Wut schlug darum der Teufel eine Kerbe in den Findling. Grund genug, ihn im Volksmund „Teufelsstein“ zu nennen.

## Religion

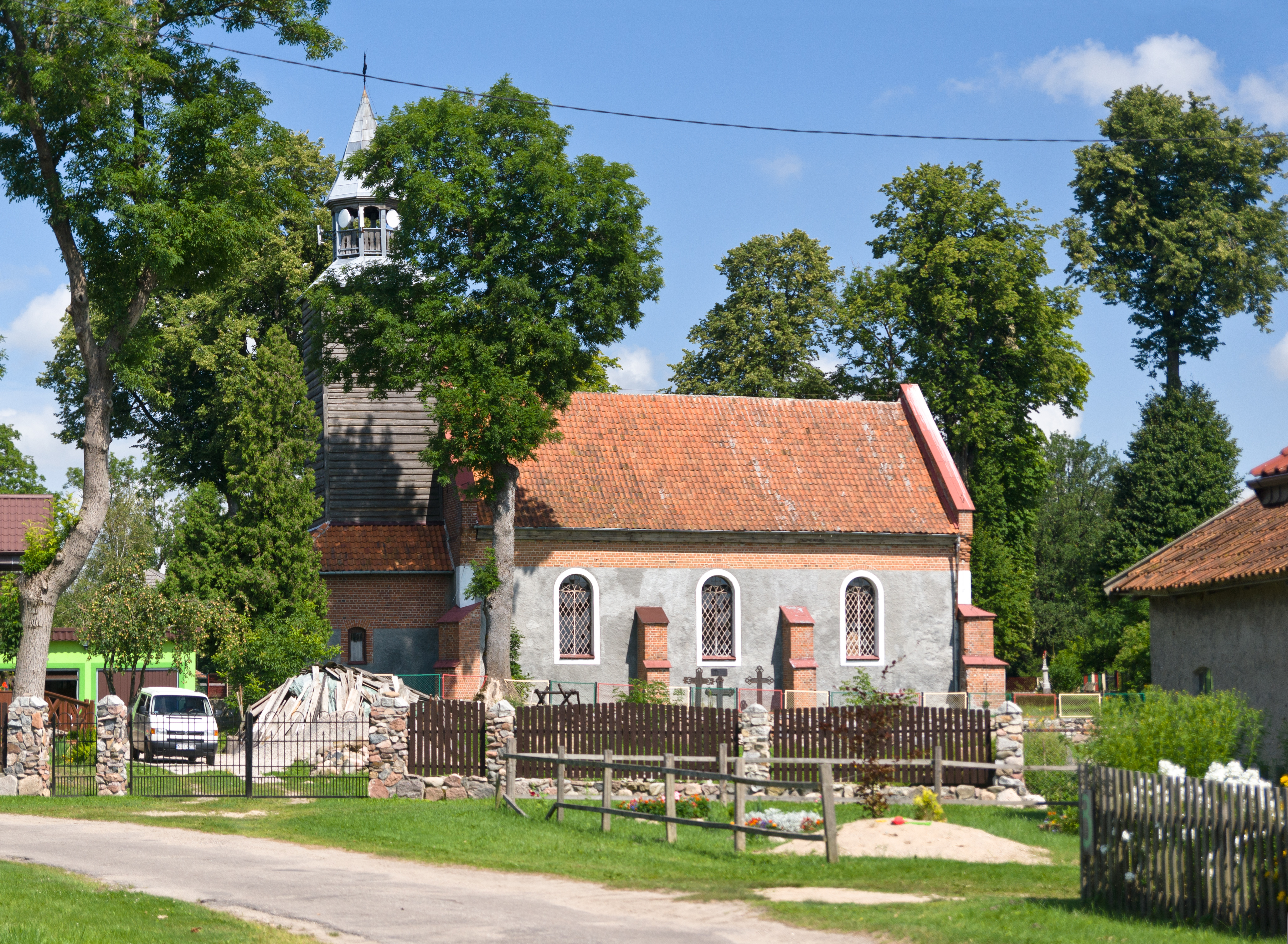
Die Dorfkirche in Janikowo

### Kirchengebäude
Eine erste Kirche aus Holz entstand etwa 1337, fiel allerdings 1414 dem  Hungerkrieg zum Opfer. Anfang des 16. Jahrhunderts erfolgte ein Neubau aus massivem Feldstein mit einem im 18. Jahrhundert vorgelegten Westturm mit hölzernem Oberbau. Nach einem Brand wurde 1896 ein Wiederaufbau erforderlich.
Von der Reformation bis 1945 war die Kirche ein evangelisches Gotteshaus. Danach kam sie in den Besitz der Römisch-katholischen Kirche, die das Gebäude ihren Ansprüchen entsprechend baulich veränderte. 1985 brannte der Turm nach einem Blitzeinschlag ab und wurde 1989 wieder aufgebaut. Im Jahre 2005 erhielt die Kirche eine neue Glocke als Ersatz für eine im Kriege abgelieferte Glocke: eine in deutscher und polnischer Sprache gehaltene Inschrift erinnert an die dazu aufgebrachten Spenden aus polnischer und aus deutscher (Kreisgemeinschaft Preußisch Eylau) Hand.

### Kirchengemeinde

#### Evangelisch
Flucht und Vertreibung der einheimischen Bevölkerung bedeuteten 1945 das Ende der evangelischen Gemeinde in Hanshagen. Das Dorf war bis 1615 Pfarrort, in dem zwei noch bekannte Pfarrer amtierten: Johann Schönwald (ab 1568) und nach ihm Christoph Kurmenau. Danach „teilten“ sich Hanshagen und Groß Peisten den in Große Peisten (polnisch Piasty Wielkie) ansässigen Pfarrer als selbständige aber „Vereinigte Kirchengemeinden“. Zum Kirchensprengel Hanshagen mit zuletzt 460 Gemeindegliedern gehörte nur noch Sienken (polnisch Żołędnik), das Kirchenpatronat teilten sich die Rittergutsbesitzer in Sienken und Groß Peisten. Die Kirchengemeinde gehörte zum Superintendenturbezirk Landsberg im Kirchenkreis Preußisch Eylau der Kirchenprovinz Ostpreußen.

#### Römisch-katholisch
Nach 1945 kam das Gotteshaus in das Eigentum der Römisch-katholischen Kirche. Der Kirche wurde das Kirchenpatrozinium Unsere Liebe Frau vom Rosenkranz zuteil. Sie ist heute Filialkirche der Pfarrei Pieszkowo (Petershagen) im Dekanat Górowo Iławeckie (Landsberg) im Erzbistum Ermland.

## Schule
Bereits im 16. Jahrhundert bestand in Hanshagen eine Schule. Im Jahre 1935 wurden hier 84 Schüler von einem Lehrer unterrichtet. Die Schule wurde 1946 wiedereröffnet und 1978 auf Dauer geschlossen.

## Verkehr
Janikowo liegt an einer Nebenstraße, die von der Woiwodschaftsstraße 511 bei Pieszkowo (Petershagen) bis nach Glądy (Glandau) führt. Eine Straßen-/Landwegverbindung von Dwórzno (Hoofe) über Workiejmy (Workeim) nach Ignalin (Reimerswalde) zur Woiwodschaftsstraße 513 (einstige deutsche Reichsstraße 134) führt ebenfalls durch Janikowo.
Bis 1945 hatte Hanshagen Bahnanschluss über die Station Salwarschienen (polnisch Kanie Iławeckie) an der Bahnstrecke (Königsberg–) Zinten–Rothfließ (–Niedersee), die nicht mehr existiert.